# 1600 a tudományban
Az 1600. év a tudományban és a technikában.

## Csillagászat
- január 1. - Skócia január 1-re teszi az újév első napját.
- február 17. - Giordano Brunót megégetik a nézetei miatt.

## Felfedezések
- december 31. - a Brit Kelet-indiai Társaságot megalapítják.
- Megalapítják Tadoussac-ot az első francia kereskedelmi pontot Új-Franciaországban (most Kanada).

## Fizika
- William Gilbert megalkotja az elektromosság szót.

## Geológia
- William Gilbert publikálja a De Magnete című munkáját, melyben jellemzi a Föld mágneses mezejét és ezzel kezdetét veszi a modern Földi mágneses mező kutatás.

## Születések
- november - John Ogilby térképész (1676).